# デビッド・ホール (陸上選手)
デビッド・ホール（David Connolly "Dave" Hall、1875年5月1日 - 1972年5月27日）は、アメリカ合衆国の陸上競技選手である。彼は1900年に開催されたパリオリンピックに参加して、800メートル走で銅メダルを獲得した。

## 経歴
デビッド・ホールはアメリカ国内での優勝こそなかったが、彼はニューイングランド地方では屈指の陸上選手として1マイル 走で2回、10マイル走では4回の勝利を収め、半マイル走での新記録を打ち立てていた。
ホールはブラウン大学出身者として初のオリンピック代表選手となり、1900年のパリオリンピックに参加した。彼は800メートル走の予選を、当時のオリンピック記録となる1分59秒0で勝利して決勝に臨んだ。ホールは途中まで2位の座をキープし続けていたが、靴が脱げるアクシデントに見舞われてしまった。そのハンディにもかかわらずホールはイギリス代表のアルフレッド・タイソー、同じアメリカ代表のジョン・クリーガンに続いて3位でゴールした。
彼はこのオリンピックで1500メートル競走にも参加し、4位の成績を残している。
ホールはブラウン大学を卒業した後、医学の道に進んだ。彼はオクラホマ大学で2年間教鞭を執った後、ワシントン大学で保健衛生の教授となった。第一次世界大戦中の1918年に、ホールはイタリア戦線で軍医として働き、当時のイタリア王からその働きを賞賛されている。その後ホールはワシントン州へ戻って、1947年まで大学の教授を務めたという。